# Hylopetes platyurus
Hylopetes platyurus  — вид гризунів родини вивіркових (Sciuridae). Вид поширений у Малайзії та на острові Суматра. Гризун мешкає у тропічних вічнозелених лісах, у вторинних лісах та плантаціях.